# Ріудаканьяс
Ріудака́ньяс (кат. Riudecanyes, вимова літературною каталанською [riwdə'kaɲəs], альтернативна назва — Ріудеканьєс) — муніципалітет, розташований в Автономній області Каталонія, в Іспанії. Код муніципалітету за номенклатурою Інституту статистики Каталонії — 431270. Знаходиться у районі (кумарці) Баш-Камп (коди району — 08 та BC) провінції Таррагона, згідно з новою адміністративною реформою перебуватиме у складі баґарії (округи) Камп-да-Таррагона.

## Населення
Населення міста (у 2007 р.) становить 973 особи (з них менше 14 років — 15,9 %, від 15 до 64 — 64,9 %, понад 65 років — 19,2 %). У 2006 р. народжуваність склала 12 осіб, смертність — 9 осіб, зареєстровано 9 шлюбів. У 2001 р. активне населення становило 311 осіб, з них безробітних — 17 осіб.
Серед осіб, які проживали на території міста у 2001 р., 624 народилися в Каталонії (з них 515 осіб у тому самому районі, або кумарці), 55 осіб приїхало з інших областей Іспанії, а 55 осіб приїхало з-за кордону. 
Вищу освіту має 8,9 % усього населення. 

У 2001 р. нараховувалося 303 домогосподарства (з них 29 % складалися з однієї особи, 30,4 % з двох осіб,18,2 % з 3 осіб, 16,5 % з 4 осіб, 4,6 % з 5 осіб, 0,7 % з 6 осіб, 0,3 % з 7 осіб, 0,3 % з 8 осіб і 0 % з 9 і більше осіб).
Активне населення міста у 2001 р. працювало у таких сферах діяльності: у сільському господарстві — 11,2 %, у промисловості — 16,3 %, на будівництві — 14,6 % і у сфері обслуговування — 57,8 %. 
У муніципалітеті або у власному районі (кумарці) працює 125 осіб, поза районом — 196 осіб.

### Безробіття
У 2007 р. нараховувалося 25 безробітних (у 2006 р. — 23 безробітних), з них чоловіки становили 36 %, а жінки — 64 %.

## Економіка

### Підприємства міста

#### Промислові підприємства
| \| Промислові підприємства міста, за сферою діяльності \| Промислові підприємства міста, за сферою діяльності \| Промислові підприємства міста, за сферою діяльності \| \| Рік \| 2002 р. \| 2001 р. \| \| --------------------------------------------------- \| --------------------------------------------------- \| --------------------------------------------------- \| \| Енергетичні та водні ресурси \| 0 % \| 11,1 % \| \| Хімія та метали \| 0 % \| 0 % \| \| Переробка металів \| 42,9 % \| 33,3 % \| \| Продукти харчування \| 14,3 % \| 11,1 % \| \| Текстиль \| 0 % \| 11,1 % \| \| Виробництво меблів, видання \| 28,6 % \| 22,2 % \| \| Інше \| 14,3 % \| 11,1 % \| \| Усього підприємств \| 7 \| 9 \| |         |         |
| Промислові підприємства міста, за сферою діяльності |         |         |
| Рік | 2002 р. | 2001 р. |
| Енергетичні та водні ресурси | 0 %     | 11,1 %  |
| Хімія та метали | 0 %     | 0 %     |
| Переробка металів | 42,9 %  | 33,3 %  |
| Продукти харчування | 14,3 %  | 11,1 %  |
| Текстиль | 0 %     | 11,1 %  |
| Виробництво меблів, видання | 28,6 %  | 22,2 %  |
| Інше | 14,3 %  | 11,1 %  |
| Усього підприємств | 7       | 9       |

#### Роздрібна торгівля
| \| Підприємства роздрібної торгівлі міста, за сферою діяльності \| Підприємства роздрібної торгівлі міста, за сферою діяльності \| Підприємства роздрібної торгівлі міста, за сферою діяльності \| \| Рік \| 2002 р. \| 2001 р. \| \| ------------------------------------------------------------ \| ------------------------------------------------------------ \| ------------------------------------------------------------ \| \| Продукти харчування \| 63,6 % \| 70 % \| \| Одяг та взуття \| 9,1 % \| 10 % \| \| Товари для дому \| 9,1 % \| 0 % \| \| Книги та періодичні видання \| 0 % \| 0 % \| \| Промислова хімічна продукція \| 9,1 % \| 10 % \| \| Продукція, пов'язана з транспортними засобами \| 0 % \| 0 % \| \| Інше \| 9,1 % \| 10 % \| \| Усього підприємств \| 11 \| 10 \| |         |         |
| Підприємства роздрібної торгівлі міста, за сферою діяльності |         |         |
| Рік | 2002 р. | 2001 р. |
| Продукти харчування | 63,6 %  | 70 %    |
| Одяг та взуття | 9,1 %   | 10 %    |
| Товари для дому | 9,1 %   | 0 %     |
| Книги та періодичні видання | 0 %     | 0 %     |
| Промислова хімічна продукція | 9,1 %   | 10 %    |
| Продукція, пов'язана з транспортними засобами | 0 %     | 0 %     |
| Інше | 9,1 %   | 10 %    |
| Усього підприємств | 11      | 10      |

#### Сфера послуг
| \| Підприємства міста, що працюють у сфері послуг, за діяльністю \| Підприємства міста, що працюють у сфері послуг, за діяльністю \| Підприємства міста, що працюють у сфері послуг, за діяльністю \| \| Рік \| 2002 р. \| 2001 р. \| \| ------------------------------------------------------------- \| ------------------------------------------------------------- \| ------------------------------------------------------------- \| \| Гуртова торгівля \| 7,1 % \| 13,8 % \| \| Готелі та готельний бізнес \| 10,7 % \| 13,8 % \| \| Транспорт та зв'язок \| 28,6 % \| 27,6 % \| \| Посередницькі фінансові послуги \| 0 % \| 0 % \| \| Послуги підприємствам \| 10,7 % \| 6,9 % \| \| Послуги фізичним особам \| 25 % \| 24,1 % \| \| Нерухомість та ін. \| 17,9 % \| 13,8 % \| \| Усього підприємств \| 28 \| 29 \| |         |         |
| Підприємства міста, що працюють у сфері послуг, за діяльністю |         |         |
| Рік | 2002 р. | 2001 р. |
| Гуртова торгівля | 7,1 %   | 13,8 %  |
| Готелі та готельний бізнес | 10,7 %  | 13,8 %  |
| Транспорт та зв'язок | 28,6 %  | 27,6 %  |
| Посередницькі фінансові послуги | 0 %     | 0 %     |
| Послуги підприємствам | 10,7 %  | 6,9 %   |
| Послуги фізичним особам | 25 %    | 24,1 %  |
| Нерухомість та ін. | 17,9 %  | 13,8 %  |
| Усього підприємств | 28      | 29      |

## Житловий фонд
У 2001 р. 5 % усіх родин (домогосподарств) мали житло метражем до 59 м2, 23,4 % — від 60 до 89 м2, 38 % — від 90 до 119 м2 і
33,7 % — понад 120 м2.
З усіх будівель у 2001 р. 34 % було одноповерховими, 42,1 % — двоповерховими, 22,7 % — триповерховими, 1 % — чотириповерховими, 0,2 % — п'ятиповерховими, 0 % — шестиповерховими,
0 % — семиповерховими, 0 % — з вісьмома та більше поверхами.

## Автопарк
| \| Автомобілі, зареєстровані у місті, за призначенням \| Автомобілі, зареєстровані у місті, за призначенням \| Автомобілі, зареєстровані у місті, за призначенням \| \| Рік \| 2006 р. \| 2005 р. \| \| -------------------------------------------------- \| -------------------------------------------------- \| -------------------------------------------------- \| \| Приватні автомобілі \| 52,6 % \| 54,6 % \| \| Мотоцикли \| 9,8 % \| 8,9 % \| \| Вантажівки \| 16,5 % \| 17,1 % \| \| Трактори \| 7,6 % \| 7,3 % \| \| Автобуси та ін. \| 13,5 % \| 12,1 % \| \| Усього автомобілів \| 983 шт. \| 907 шт. \| |         |         |
| Автомобілі, зареєстровані у місті, за призначенням |         |         |
| Рік | 2006 р. | 2005 р. |
| Приватні автомобілі | 52,6 %  | 54,6 %  |
| Мотоцикли | 9,8 %   | 8,9 %   |
| Вантажівки | 16,5 %  | 17,1 %  |
| Трактори | 7,6 %   | 7,3 %   |
| Автобуси та ін. | 13,5 %  | 12,1 %  |
| Усього автомобілів | 983 шт. | 907 шт. |

## Вживання каталанської мови
У 2001 р. каталанську мову у місті розуміли 97,6 % усього населення (у 1996 р. — 98,8 %), вміли говорити нею 92,2 % (у 1996 р. — 95,6 %), вміли читати 89 % (у 1996 р. — 82,3 %), вміли писати 61,1 % (у 1996 р. — 47,9 %). Не розуміли каталанської мови 2,4 %.

## Політичні уподобання
У виборах до Парламенту Каталонії у 2006 р. взяло участь 446 осіб (у 2003 р. — 445 осіб). Голоси за політичні сили розподілилися таким чином:
| \| Вибори до Парламенту Каталонії \| Вибори до Парламенту Каталонії \| Вибори до Парламенту Каталонії \| \| Рік \| 2006 р. \| 2003 р. \| \| -------------------------------------- \| ------------------------------ \| ------------------------------ \| \| Конвергенція та Єднання (CiU) \| 51,6 % \| 60,9 % \| \| Соціалістична партія Каталонії (PSC) \| 12,1 % \| 9,9 % \| \| Народна партія (PP) \| 5,2 % \| 3,1 % \| \| Ініціатива за Каталонію — Зелені (ICV) \| 6,1 % \| 2,2 % \| \| Республіканська лівиця Каталонії (ERC) \| 23,8 % \| 23,6 % \| \| Громадяни — Громадянська партія (C's) \| 0,2 % \| 0 % \| \| Інші \| 1,1 % \| 0,2 % \| |         |         |
| Вибори до Парламенту Каталонії |         |         |
| Рік | 2006 р. | 2003 р. |
| Конвергенція та Єднання (CiU) | 51,6 %  | 60,9 %  |
| Соціалістична партія Каталонії (PSC) | 12,1 %  | 9,9 %   |
| Народна партія (PP) | 5,2 %   | 3,1 %   |
| Ініціатива за Каталонію — Зелені (ICV) | 6,1 %   | 2,2 %   |
| Республіканська лівиця Каталонії (ERC) | 23,8 %  | 23,6 %  |
| Громадяни — Громадянська партія (C's) | 0,2 %   | 0 %     |
| Інші | 1,1 %   | 0,2 %   |

У муніципальних виборах у 2007 р. взяло участь 378 осіб (у 2003 р. — 495 осіб). Голоси за політичні сили розподілилися таким чином:
| \| Муніципальні вибори \| Муніципальні вибори \| Муніципальні вибори \| \| Рік \| 2007 р. \| 2003 р. \| \| -------------------------------------- \| ------------------- \| ------------------- \| \| Конвергенція та Єднання (CiU) \| 93,7 % \| 69,7 % \| \| Соціалістична партія Каталонії (PSC) \| 0 % \| 0 % \| \| Народна партія (PP) \| 6,3 % \| 0 % \| \| Ініціатива за Каталонію — Зелені (ICV) \| 0 % \| 0 % \| \| Республіканська лівиця Каталонії (ERC) \| 0 % \| 30,3 % \| \| Громадяни — Громадянська партія (C's) \| 0 % \| 0 % \| \| Інші \| 0 % \| 0 % \| |         |         |
| Муніципальні вибори |         |         |
| Рік | 2007 р. | 2003 р. |
| Конвергенція та Єднання (CiU) | 93,7 %  | 69,7 %  |
| Соціалістична партія Каталонії (PSC) | 0 %     | 0 %     |
| Народна партія (PP) | 6,3 %   | 0 %     |
| Ініціатива за Каталонію — Зелені (ICV) | 0 %     | 0 %     |
| Республіканська лівиця Каталонії (ERC) | 0 %     | 30,3 %  |
| Громадяни — Громадянська партія (C's) | 0 %     | 0 %     |
| Інші | 0 %     | 0 %     |